# Фридрих I фон Кастел
Фридрих I фон Кастел (на немски: Friedrich I von Kastell; * ок. 1204; † ок. 1251/1254) от род Кастел е от 1234/1235 г. до смъртта си граф на графство Кастел.

## Произход
Той е син на граф Руперт II фон Кастел († 1234/1240) и съпругата му Хедвиг († сл. 1240).
Брат е на Хайнрих I († сл. 1254) и Албрехт II, каноник в Бамберг († 1258).

## Фамилия
Фридрих I се жени пр. 10 април 1250 г. за Берта фон Хенеберг (* ок. 1225; † ок. 1254/1257), дъщеря на граф Попо VII фон Хенеберг († 1245) съпругата му Елизабет фон Вилдеберг († 1220). Те имат децата:
- Фридрих III († сл. 8 май 1255)
- Херман I († ок. 1289), граф на Кастел, женен пр. 21 юли 1264 г. за графиня София фон Вилдберг († сл. април 1271)
- Хайнрих II (I) († сл. 18 mart 1307), граф на Кастел, женен I. на 15 юли 1260 1260 г. за графиня София фон Йотинген († ок. 1270), II. пр. 25 март 1273 г. за Аделхайд фон Цолерн-Нюрнберг († 1307)
- Хедвиг фон Кастел († сл. 1291), омъжена пр. 26 март 1262 г. за граф Готфрид V фон Цигенхайн фогт на Фулда († 1272)
- син († сл. 1278)